# Anya Monzikova
Anya Monzikova est une mannequin et actrice russo-américaine.

## Filmographie
- 2005 : Gigi (court métrage) : la jolie femme
- 2006 : Deal or No Deal (jeu vidéo)
- 2006 : The Tonight Show with Jay Leno (série télévisée) : le modèle
- 2007 : Jimmy Kimmel Live! (série télévisée) : le modèle
- 2007 : Medium (série télévisée) : le modèle
- 2007 : Loveless in Los Angeles : Kristen
- 2007 : Cane (série télévisée) : Katrina
- 2007 : CSI: Miami (série télévisée) : Richie Rita
- 2008 : CSI: Crime Scene Investigation (série télévisée) : Jessica Jaynes
- 2008 : Tropic Thunder : la présentatrice
- 2008 : Life (série télévisée) : Lex
- 2008 : Playing with Fire : Marie
- 2008-2009 : Le Retour de K 2000 (série télévisée) : Ivana Alexandrovna
- 2009 : Surrogates : la jolie femme
- 2010 : Iron Man 2 : Rebeka
- 2011 : Femme Fatales (série télévisée) : Darla Mckendrick
- 2011 : Zombie Apocalypse (téléfilm) : Sara
- 2011 : Taste of Suomi (court métrage) : Ingrid
- 2012 : US Marshals : Protection de témoins (In Plain Sight) (série télévisée) : Anastasia
- 2012 : Melissa & Joey (série télévisée) : Elena Romanov
- 2012 : Layover (téléfilm) : Sonya
- 2012 : Aspen the Series (série télévisée) : January
- 2013 : Bones (série télévisée) : Marina Sutton
- 2013 : Body of Proof (série télévisée) : Ivanka
- 2013 : The Client List (série télévisée) : Anya Poroskovya
- 2013 : Somebody Marry Me : Nastasia
- 2013 : Non-Stop (téléfilm) : Linda
- 2015 : Seeking Dolly Parton : Cerina
- 2015 : Dinner and Drinks (série télévisée) : Sophie Anderson
- 2015 : The League (série télévisée) : Ulyana
- 2015 : Days of Our Lives (série télévisée) : Claudia
- 2015 : Bring Me the Head of Lance Henriksen : Anya
- 2015 : Imperfect Sky : Tru